# اسوتلن
اسوتلن (به بلغاری: Svetlen) روستایی در بلغارستان است که در شهرستان کیرکوفو واقع شده‌است.